# Karmelitinnenkloster Surieu

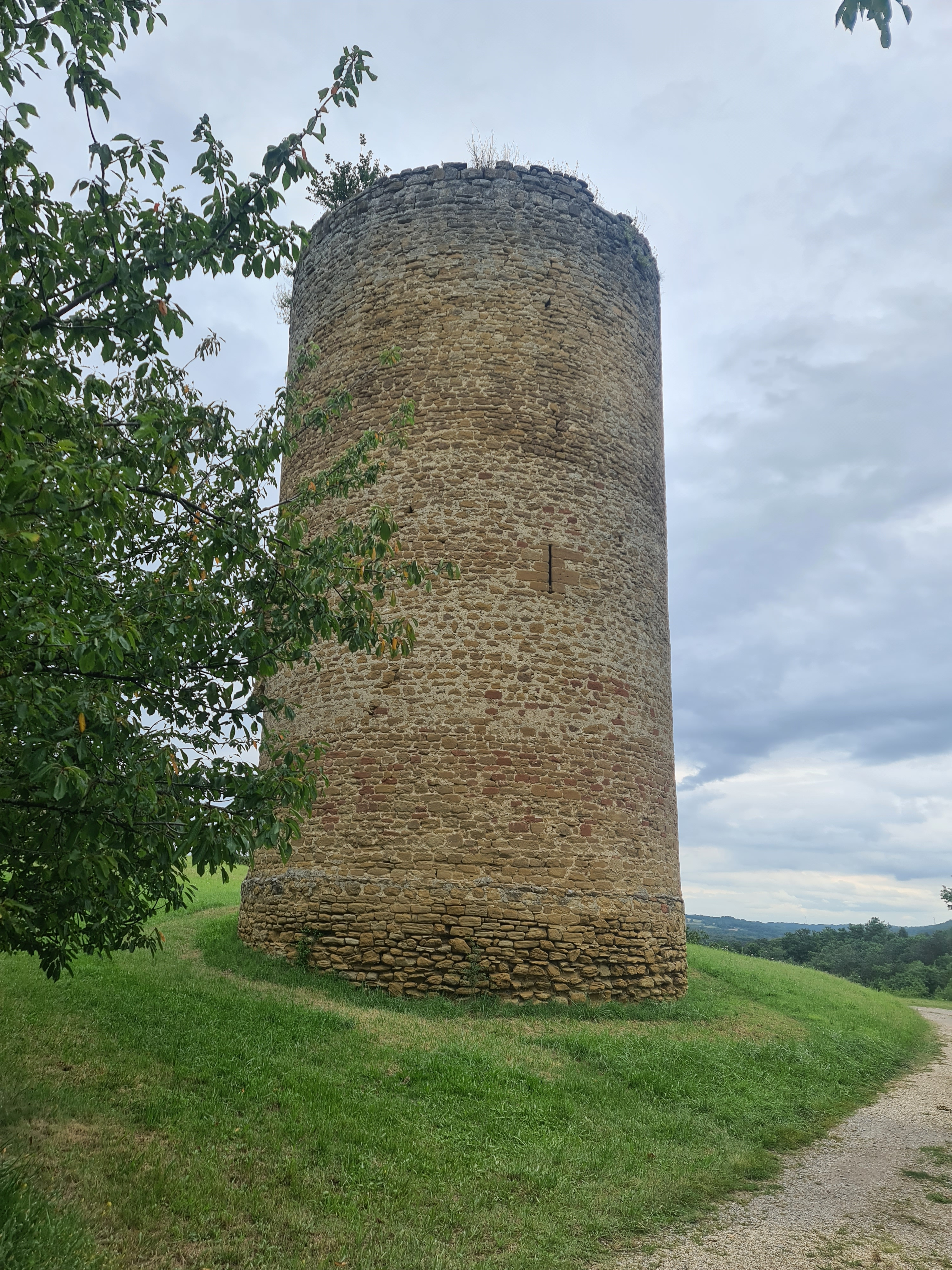
Der Turm von Surieu

Das Karmelitinnenkloster Surieu ist ein Kloster der Karmelitinnen in Saint-Romain-de-Surieu, Département Isère, im Bistum Grenoble-Vienne in Frankreich.

## Geschichte
Das Karmelitinnenkloster Dijon (seit 1979 Karmelitinnenkloster Flavignerot) gründete 1901 wegen Überfüllung das Karmelitinnenkloster Paray-le-Monial. Bischof Gabriel-Marie-Joseph Matagrin von Grenoble ermöglichte 1984 den Wechsel des Konvents von dem inzwischen sehr belebten Paray-le-Mondial in die beschaulichere Gegend von Saint-Romain-de-Surieu (6 Kilometer östlich von Roussillon). Das Kloster nutzt die unter Denkmalschutz stehende romanische Kirche Notre-Dame de Surieu aus dem 12. Jahrhundert.